# Alue Nyamuk
Alue Nyamuk is een bestuurslaag in het regentschap Aceh Timur van de provincie Atjeh, Indonesië. Alue Nyamuk telt 927 inwoners (volkstelling 2010).